# Kreuz Dortmund-Nordwest
Het Kreuz Dortmund-Nordwest is een knooppunt in de Duitse deelstaat Noordrijn-Westfalen. Op dit trompetknooppunt ten noordwesten van de stad Dortmund sluit de A45 vanaf de Aschaffenburg aan op de A2 (Oberhausen-Berlijn).

## Geografie
Het knooppunt ligt aan de rand van de stad Castrop-Rauxel in de Kreis Recklinghausen. Nabijgelegen steden zijn Dortmund en Waltrop. Nabijgelegen stadsdelen zijn Mengede, Mengeder Heide en Brüninghausen van Dortmund en Ickern van Castrop-Rauxel. Het knooppunt ligt ongeveer 10 km ten noordwesten van het centrum van Dortmund, ongeveer 15 km ten noordoosten van Bochum en ongeveer 30 km ten westen van Hamm.

## Geschiedenis
Volgens de oorspronkelijke plannen zou de A45 vanaf hier in noordelijke richting worden doorgetrokken via Waltrop, Datteln en Olfen tot aan de A43 bij afrit Dülmen-Nord, daarom was het knooppunt gebouwd als een half klaverbladknooppunt. Tijdens de ombouw van 2006 werd het een trompetknooppunt.
Tussen 2006 en 2013 waren er opnieuw ombouwwerkzaamheden, dit keer vanwege de  korte in- en uitvoegstrook tussen de toerit Mengede/Waltrop en de afrit naar de A2 in de richting Oberhausen, dit vanwege het grote aantal ongevallen dat er gebeurde sinds de eerste ombouw. Dit kwam doordat beide toeritten direct op de A2 invoegden, maar sinds 2013 maakt het verkeer hier gebruik van een parallelrijbaan.

## Rijstroken
Nabij het knooppunt heeft de A45 2x2 rijstroken en de A2 heeft er 2x3 rijstroken. De nieuwe verbindingsweg tussen de A2 vanuit Hannover en de A45 heeft twee rijstroken alle andere verbindingswegen hebben één rijstrook. Een bijzonderheid aan dit knooppunt is dat de A2 parallelrijbanen heeft. Op de A2 vormt het knooppunt een gecombineerde afrit met de afrit Dortmund-Mengede.

## Verkeersintensiteiten
Dagelijks passeren ongeveer 95.000 voertuigen het knooppunt.
| Van                    | Naar                         | Gemiddeld aantal voertuigen per dag | Percentage vrachtverkeer |
| ---------------------- | ---------------------------- | ----------------------------------- | ------------------------ |
| AS Henrichenburg (A 2) | AK Dortmund-Nordwest         | 65.600                              | 15,8 %                   |
| AK Dortmund-Nordwest   | AS Dortmund-Mengede (A 2)    | 69.800                              | 17,7 %                   |
| AK Dortmund-Nordwest   | AK Castrop-Rauxel-Ost (A 45) | 52.000                              | 11,1 %                   |

## Richtingen knooppunt
| Aansluitende wegen               | Aansluitende wegen                                     | Aansluitende wegen                 | Aansluitende wegen | Aansluitende wegen |
| -------------------------------- | ------------------------------------------------------ | ---------------------------------- | ------------------ | ------------------ |
|                                  |                                                        |                                    |                    |                    |
|                                  |                                                        |                                    |                    |                    |
| richting Oberhausen / Düsseldorf | richting Dortmund-Nordost Luchthaven Dortmund Hannover |                                    |                    |                    |
|                                  |                                                        |                                    |                    |                    |
|                                  |                                                        | richting Dortmund / Frankfurt a.M. |                    |                    |